# Beulah, Wyoming
Beulah är en ort (census-designated place) i Crook County i nordöstra delen av den amerikanska delstaten Wyoming. Orten är belägen vid motorvägen Interstate 90 omkring 2 kilometer väster om delstatsgränsen mot South Dakota. Befolkningen var 73 invånare vid 2010 års federala folkräkning.

## Geografi
Orten är belägen vid Sand Creeks mynning i Redwater Creek, i sin tur ett biflöde till Belle Fourche River.